# Neidling
Neidling là một thị xã thuộc huyện St. Pölten-Land trong bang Niederösterreich.